# 李搢榮

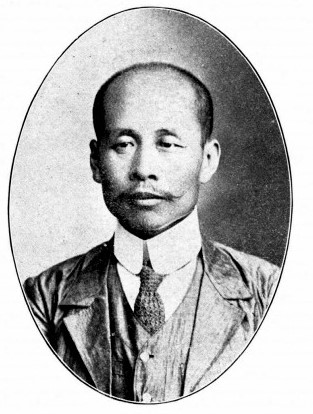

李搢榮（19世纪？—20世纪？）直隸省武清縣人，清朝及中華民國政治人物。

## 生平
李搢榮为清朝廪生。光緒年間，擔任武清縣勸學員、縣立高等小雪校長。後調任順直諮議局議員、資政院議員，宣統二年（1910年），參與彈劾軍機案。中華民國時期，擔任眾議院議員，在任期間持論平和卻不唯唯諾諾。